# Kenji Narisako
Kenji Narisako (成迫 健児, Narisako Kenji, né le 25 juillet 1984 à Saiki, préfecture d'Oita) est un athlète japonais, spécialiste du 400 mètres haies.
Son meilleur temps est de 47 s 93 obtenu à Osaka le 6 mai 2006 et la même année il a été médaille d'or aux Jeux asiatiques.

## Carrière

### Palmarès
| Date | Compétition                    | Lieu      | Résultat | Épreuve     | Performance   |
| ---- | ------------------------------ | --------- | -------- | ----------- | ------------- |
| 2001 | Championnats du monde jeunesse | Debrecen  | 3e       | 400 m haies | 52 s 09       |
| 2005 | Universiade                    | Izmir     | 1er      | 400 m haies | 48 s 96       |
| 2005 | Universiade                    | Izmir     | 2e       | 4 x 400 m   | 3 min 03 s 20 |
| 2006 | Jeux asiatiques                | Doha      | 1er      | 400 m haies | 48 s 78       |
| 2009 | Championnats d'Asie            | Guangzhou | 1er      | 400 m haies | 49 s 22       |
| 2009 | Championnats d'Asie            | Guangzhou | 1er      | 4 x 400 m   | 3 min 04 s 13 |

### Records
| Épreuve          | Performance | Lieu    | Date            |
| ---------------- | ----------- | ------- | --------------- |
| 400 mètres       | 46 s 02     | Okayama | 26 octobre 2005 |
| 400 mètres haies | 47 s 93     | Osaka   | 6 juin 2006     |